# Johnny Cardoso
João Lucas de Souza Cardoso, detto Johnny (Denville, 20 settembre 2001), è un calciatore statunitense con cittadinanza italiana, centrocampista dell'Atlético Madrid e della nazionale statunitense.

## Biografia
Cardoso è nato a Denville da genitori brasiliani, di origini italiane, emigrati negli Stati Uniti per lavoro, e che a 3 mesi sono tornati in Brasile insieme a Johnny. Grazie alle sue origini è in possesso del passaporto italiano.

## Caratteristiche tecniche
Centrocampista molto versatile, è nato come centrocampista difensivo ma nel corso della carriera ha avanzato il proprio raggio d'azione agendo talvolta anche da falso nove. Bravo tecnicamente e dotato di ottima dinamicità, viene paragonato a Gabriel Martinelli.

## Carriera

### Club

#### Gli inizi, Internacional
Ha iniziato la propria carriera con Avaí e Criciúma prima di entrare a far parte delle giovanili dell'Internacional nel 2014. Sul finire della stagione 2019 ha iniziato a ricevere convocazioni in prima squadra ed il 15 settembre ha esordito fra i professionisti subentrando a Rafael Sóbis nei minuti finali dell'incontro del Brasileirão vinto 3-1 contro l'Atlético Mineiro. L'11 febbraio 2020 ha debuttato in Coppa Libertadores nel corso del match vinto 2-0 contro l'Universidad de Chile ed il 22 maggio ha rinnovato il proprio contratto con il club biancorosso fino al 2022.

#### Betis
Il 27 dicembre 2023, Cardoso è stato acquistato a titolo definitivo dal Betis, nella Liga spagnola, per circa sei milioni di euro, sottoscrivendo un accordo valido fino al 30 giugno 2029. Diventa presto un titolare a centrocampo, segna il primo goal in Liga nella partita contro l'Athletic Bilbao vinta per 3-1.

#### Atletico Madrid
Il 16 luglio 2025 viene acquistato dall'Atletico Madrid per 25 milioni di euro.

### Nazionale
Il 12 novembre 2020, Cardoso ha esordito con la nazionale maggiore statunitense nel pareggio per 0-0 contro il Galles.

## Statistiche

### Presenze e reti nei club
Statistiche aggiornate al 6 giugno 2025.
| Stagione             | Squadra              | Campionato           | Campionato | Campionato | Coppe nazionali | Coppe nazionali | Coppe nazionali | Coppe continentali | Coppe continentali | Coppe continentali | Altre coppe | Altre coppe | Altre coppe | Totale | Totale | Totale |
| Stagione             | Squadra              | Comp                 | Pres       | Reti       | Comp            | Pres            | Reti            | Comp               | Pres               | Reti               | Comp        | Pres        | Reti        | Pres   | Reti   |        |
| -------------------- | -------------------- | -------------------- | ---------- | ---------- | --------------- | --------------- | --------------- | ------------------ | ------------------ | ------------------ | ----------- | ----------- | ----------- | ------ | ------ | ------ |
| 2019                 | Internacional        | PD/RS+A              | 0+1        | 0+0        | CB              | 0               | 0               | -                  | -                  | -                  | -           | -           | -           | 1      | 0      |        |
| 2020                 | Internacional        | PD/RS+A              | 4+13       | 0+0        | CB              | 1               | 0               | CL                 | 3                  | 0                  | -           | -           | -           | 21     | 0      |        |
| 2021                 | Internacional        | PD/RS+A              | 4+27       | 1+0        | CB              | 2               | 1               | CL                 | 1                  | 0                  | -           | -           | -           | 34     | 2      |        |
| 2022                 | Internacional        | PD/RS+A              | 10+24      | 0+3        | CB              | 1               | 0               | CS                 | 4                  | 0                  | -           | -           | -           | 39     | 3      |        |
| 2023                 | Internacional        | PD/RS+A              | 12+22      | 0+2        | CB              | 4               | 0               | CL                 | 11                 | 0                  | -           | -           | -           | 49     | 2      |        |
| Totale Internacional | Totale Internacional | Totale Internacional | 117        | 6          |                 | 8               | 1               |                    | 19                 | 0                  |             | -           | -           | 144    | 7      |        |
| gen.-giu. 2024       | Betis                | PD                   | 17         | 1          | CR              | 0               | 0               | UECL               | 2                  | 0                  | -           | -           | -           | 19     | 1      |        |
| 2024-2025            | Betis                | PD                   | 28         | 3          | CR              | 3               | 0               | UECL               | 15                 | 1                  | -           | -           | -           | 46     | 4      |        |
| Totale Betis         | Totale Betis         | Totale Betis         | 45         | 4          |                 | 3               | 0               |                    | 17                 | 1                  |             | -           | -           | 65     | 5      |        |
| Totale carriera      | Totale carriera      | Totale carriera      | 162        | 10         |                 | 11              | 1               |                    | 36                 | 1                  |             | -           | -           | 209    | 12     |        |

### Cronologia presenze e reti in nazionale
| Cronologia completa delle presenze e delle reti in nazionale ― Stati Uniti | Cronologia completa delle presenze e delle reti in nazionale ― Stati Uniti | Cronologia completa delle presenze e delle reti in nazionale ― Stati Uniti | Cronologia completa delle presenze e delle reti in nazionale ― Stati Uniti | Cronologia completa delle presenze e delle reti in nazionale ― Stati Uniti | Cronologia completa delle presenze e delle reti in nazionale ― Stati Uniti | Cronologia completa delle presenze e delle reti in nazionale ― Stati Uniti | Cronologia completa delle presenze e delle reti in nazionale ― Stati Uniti |
| Data                                                                       | Città                                                                      | In casa                                                                    | Risultato                                                                  | Ospiti                                                                     | Competizione                                                               | Reti                                                                       | Note                                                                       |
| -------------------------------------------------------------------------- | -------------------------------------------------------------------------- | -------------------------------------------------------------------------- | -------------------------------------------------------------------------- | -------------------------------------------------------------------------- | -------------------------------------------------------------------------- | -------------------------------------------------------------------------- | -------------------------------------------------------------------------- |
| 12-11-2020                                                                 | Cardiff                                                                    | Galles                                                                     | 0 – 0                                                                      | Stati Uniti                                                                | Amichevole                                                                 | -                                                                          | 71’ 80’                                                                    |
| 16-11-2020                                                                 | Wiener Neustadt                                                            | Stati Uniti                                                                | 6 – 2                                                                      | Panama                                                                     | Amichevole                                                                 | -                                                                          | 62’                                                                        |
| 19-12-2021                                                                 | Carson                                                                     | Stati Uniti                                                                | 1 – 0                                                                      | Bosnia ed Erzegovina                                                       | Amichevole                                                                 | -                                                                          | 63’                                                                        |
| 23-9-2022                                                                  | Düsseldorf                                                                 | Giappone                                                                   | 2 – 0                                                                      | Stati Uniti                                                                | Amichevole                                                                 | -                                                                          | 67’                                                                        |
| 25-3-2023                                                                  | Saint George's                                                             | Grenada                                                                    | 1 – 7                                                                      | Stati Uniti                                                                | CONCACAF Nations League 2022-2023 - 1º turno                               | -                                                                          | 75’                                                                        |
| 28-3-2023                                                                  | Orlando                                                                    | Stati Uniti                                                                | 1 – 0                                                                      | El Salvador                                                                | CONCACAF Nations League 2022-2023 - 1º turno                               | -                                                                          | 90’                                                                        |
| 18-6-2023                                                                  | Paradise                                                                   | Canada                                                                     | 0 – 2                                                                      | Stati Uniti                                                                | CONCACAF Nations League 2022-2023 - Finale                                 | -                                                                          | 68’ 80’                                                                    |
| 14-10-2023                                                                 | East Hartford                                                              | Stati Uniti                                                                | 1 – 3                                                                      | Germania                                                                   | Amichevole                                                                 | -                                                                          | 75’                                                                        |
| 17-10-2023                                                                 | Nashville                                                                  | Stati Uniti                                                                | 4 – 0                                                                      | Ghana                                                                      | Amichevole                                                                 | -                                                                          | 65’                                                                        |
| 21-3-2024                                                                  | Arlington                                                                  | Stati Uniti                                                                | 3 – 1 dts                                                                  | Giamaica                                                                   | CONCACAF Nations League 2023-2024 - Semifinale                             | -                                                                          | 100’                                                                       |
| 24-3-2024                                                                  | Arlington                                                                  | Stati Uniti                                                                | 2 – 0                                                                      | Messico                                                                    | CONCACAF Nations League 2023-2024 - Finale                                 | -                                                                          | 46’                                                                        |
| 8-6-2024                                                                   | Landover                                                                   | Stati Uniti                                                                | 1 – 5                                                                      | Colombia                                                                   | Amichevole                                                                 | -                                                                          | 86’                                                                        |
| 12-6-2024                                                                  | Orlando                                                                    | Stati Uniti                                                                | 1 – 1                                                                      | Brasile                                                                    | Amichevole                                                                 | -                                                                          | 65’                                                                        |
| 23-6-2024                                                                  | Arlington                                                                  | Stati Uniti                                                                | 2 – 0                                                                      | Bolivia                                                                    | Coppa America 2024 - 1º turno                                              | -                                                                          | 65’                                                                        |
| 27-6-2024                                                                  | Atlanta                                                                    | Panama                                                                     | 2 – 1                                                                      | Stati Uniti                                                                | Coppa America 2024 - 1º turno                                              | -                                                                          | 46’                                                                        |
| 7-9-2024                                                                   | Kansas City                                                                | Stati Uniti                                                                | 1 – 2                                                                      | Canada                                                                     | Amichevole                                                                 | -                                                                          | 62’                                                                        |
| 10-9-2024                                                                  | Cincinnati                                                                 | Stati Uniti                                                                | 1 – 1                                                                      | Nuova Zelanda                                                              | Amichevole                                                                 | -                                                                          | 86’                                                                        |
| 14-11-2024                                                                 | Kingston                                                                   | Giamaica                                                                   | 0 – 1                                                                      | Stati Uniti                                                                | CONCACAF Nations League 2024-2025 - Quarti di finale                       | -                                                                          | 21’                                                                        |
| 7-6-2025                                                                   | East Hartford                                                              | Stati Uniti                                                                | 1 – 2                                                                      | Turchia                                                                    | Amichevole                                                                 | -                                                                          | 65’                                                                        |
| 10-6-2025                                                                  | Nashville                                                                  | Stati Uniti                                                                | 0 – 4                                                                      | Svizzera                                                                   | Amichevole                                                                 | -                                                                          | 90+3’                                                                      |
| 19-6-2025                                                                  | Austin                                                                     | Arabia Saudita                                                             | 0 – 1                                                                      | Stati Uniti                                                                | Gold Cup 2025 - 1º turno                                                   | -                                                                          | 88’                                                                        |
| 22-6-2025                                                                  | Arlington                                                                  | Stati Uniti                                                                | 2 – 1                                                                      | Haiti                                                                      | Gold Cup 2025 - 1° turno                                                   | -                                                                          | 81’                                                                        |
| Totale                                                                     |                                                                            | Presenze                                                                   | 22                                                                         |                                                                            | Reti                                                                       | 0                                                                          |                                                                            |

## Palmarès
- CONCACAF Nations League: 2

2022-2023, 2023-2024